# 弗雷德·瓦恩高
弗雷德·瓦恩高（瑞典語：Fred Warngård，1907年5月9日—1950年5月23日），瑞典男子田径运动员，主攻链球。他曾代表瑞典参加1936年夏季奥林匹克运动会田径比赛，获得男子链球铜牌。